# Habenaria cauda-porcelli
Habenaria cauda-porcelli är en orkidéart som beskrevs av André Schuiteman och Jaap J. Vermeulen. Habenaria cauda-porcelli ingår i släktet Habenaria och familjen orkidéer.
Artens utbredningsområde är Små Sundaöarna. Inga underarter finns listade i Catalogue of Life.